# Les Aventures de Kroch
Pour plus de détails, voir Fiche technique et Distribution.
Les Aventures de Kroch (en russe : Приключения Кроша, Priklyucheniya Krosha) est un film pour la jeunesse, sorti en 1961, réalisé par Guenrikh Oganessian à Gorki Film Studio. C'est l'adaptation de la nouvelle éponyme d'Anatoli Rybakov qui signe également le scénario. Le film réuni 19.2 millions de spectateurs à sa sortie. Dans ce premier volet, le héros de Rybakov, Sergueï Kracheninnikov dit Kroch, encore élève de terminale, agit déjà en véritable détective pour expliquer la disparition de matériel d'un entrepôt. Dans la suite de ses aventures Les Vacances de Kroch («Каникулы Кроша»), Soldat inconnu («Неизвестный солдат»)  et Dimanche 18h30 («Воскресенье, половина седьмого»), où son rôle sera joué par Vassili Fountikov, il arrivera à élucider les affaires bien plus sérieuses . 

## Fiche technique
- Titre français : Les Aventures de Kroch
- Réalisation : Guenrikh Oganessian
- Scénario : Anatoli Rybakov
- Directeur artistique : Alexandre Vaguitchev
- Photographie : Viktor Grichine, Vassili Doulsev
- Musique : Andreï Volkonski
- Société de production : Gorki Film Studio
- Pays d'origine : URSS
- Dates de sortie : le 14 avril 1962
- Format : Couleurs - 35 mm - mono - (Eastmancolor)
- Genre : film d'aventure,  film pour enfants
- Durée : 94 minutes

## Distribution
- Nikolaï Tomachevski : Kroch
- Andreï Yurenev : Igor
- Nikita Mikhalkov : Vadim
- Nikolaï Parfionov : Vladimir Grigorievitch
- Svetlana Balachova : Vera Samatchkina, amie de Nadia
- Vladimir Kachpour : Dmitri Zouïev, le chauffeur
- Vladimir Kalmykov : Lagoutine, plombier
- Nina Chaternikova : Natalia Pavlovna, maitresse de classe
- Larissa Louzhina : Zina
- Saveli Kramarov :  Ivachkine, chauffeur
- Igor Yassoulovitch : danseur avec lunettes
- Gueorgui Toussouzov : témoin
- I. Pogrebenko : Piotr Chmakov
- V.Beliakova : Maïka
- E.Loguinova : Nadia
- V.Soukhanov : Polekoutine
- M.Soussouev : Taranov